# Absouya
Absouya è un dipartimento del Burkina Faso classificato come comune, situato nella provincia di Oubritenga, facente parte della Regione dell'Altopiano Centrale.
Il dipartimento si compone del capoluogo e di altri 16 villaggi: Bargo, Batenga, Bendogo, Bilogtenga, Danaogo, Gounghin, Largo, Moanéga, Mockin, Nabdoghin, Nioniogo, Sattin, Siguinvoussé, Siny, Tambizinsé e Tampaongo.